# Rio Claro (Rio de Janeiro)
Rio Claro est une municipalité brésilienne de l'État de Rio de Janeiro et la microrégion de la Vallée de la Paraíba Fluminense.